# VTMzomer
VTMzomer was het eerste digitaal kanaal van de VMMa (Roularta/De Persgroep), die de commerciële Vlaamse zender VTM bezit. Het kanaal werd in 2006 opgericht en was enkel via Belgacom TV te bekijken. De andere grote speler op de digitale markt in Vlaanderen, Telenet, had geen interesse en nam het kanaal niet in zijn pakket op, naar verluidt wegens plaatsgebrek op hun digitale kabel. Na de zomer van 2006 stopte het met uitzenden. Belgacom TV en VTM waren zeer tevreden over het proefproject: VTMzomer was de tiende best bekeken zender op Belgacom TV, na de grote, gekende zenders.
De presentatoren (ook wel hosts genaamd) waren Elke Vanelderen, Sandrine Van Handenhoven, Erika Van Tielen en Anneleen Liégeois.

## Programmaschema
VTMzomer werd ingedeeld in blokken. In de middag (na het nieuws van 14u) waren er sitcoms zoals Lou Grant, M*A*S*H en Reba. Tegen de avond bracht VTMzomer soaps en lifestyle. Voor het nieuws van 21u, dat een bondige samenvatting was van het nieuws van 19u op VTM was er reality te zien zoals Toast Kanibaal en De nieuwe mama. Rond half tien was er op maandag een avant première van een Vlaams programma terwijl op vrijdag en zondagavond een Amerikaanse reeks werd getoond, die later in het najaar te zien was op KANAALTWEE. Op woensdag zond VTMzomer een preview van een zomers programma dat VTM het daaropvolgend weekend uitzond. De rest van de week werd opgevuld met films.